# Arthur Drews
Christian Heinrich Arthur Drews (Uetersen, 1º novembre 1865 – Achern, 19 luglio 1935) è stato un filosofo tedesco, negatore dell'esistenza storica di Gesù.

## Biografia
Dopo avere studiato nelle università di Monaco, Berlino e Heidelberg, Drews conseguì il dottorato in filosofia nel 1889 all'Università di Halle. Conseguita l'abilitazione all'insegnamento universitario nel 1896, divenne professore di filosofia all'Università di Karlsruhe.
Drews scrisse su diversi soggetti, provocando molte polemiche a motivo della sua concezione non ortodossa della religione e per i suoi ripetuti attacchi alla filosofia di Nietzsche. Con Bruno Bauer e Albert Kalthoff, Arthur Drews è il maggior sostenitore della tesi mitologica su Gesù , negando che egli sia mai esistito. Espone questa teoria nell'opera Il mito di Cristo, considerando la figura di Gesù il risultato delle concezioni mistiche e apocalittiche del tempo.  
Drews attaccò la filosofia di Friedrich Nietzsche nell'articolo Nietzsche è filosofo del Nazionalsocialismo?, sul quotidiano Nordische Stimmen 4 (1934), descrivendo il filosofo come "nemico dei tedeschi", un individualista la cui filosofia sarebbe agli antipodi dei principi nazisti.

## Opere
- Die deutsche Spekulation seit Kant, 2 voll., 1893
- Das Ich als Grundproblem der Metaphysik. 1897
- Eduard von Hartmanns philosophisches System im Grundriss. 1902
- Die Religion als Selbstbewußtsein Gottes. Eine philosophische Untersuchung über das Wesen der Religion. Jena 1906
- Plotin und der Untergang der antiken Weltanschauung. Scientia-Verlag, Aalen 1964 (ma 1907)
- Der Monismus dargestellt in Beiträgen seiner Stellvertreter. 2 voll., Jena 1908
- Die Christusmythe. Jena 1909
- Die Petruslegende, 1910
- Die Christusmythe. Zweiter Teil. Die Zeugnisse für die Geschichtlichkeit Jesu. Eine Antwort an die Schriftgelehrten mit besonderer Berücksichtigung der theologischen Methode. Jena 1911
- Der Sternenhimmel in der Dichtung und Religion der alten Völker und des Christentums. Eine Einführung in die Astralmythologie. Jena 1923
- Das Markusevangelium, 1921
- Freie Religion. Vorschläge zur Weiterführung des Reformationsgedankens, Mannheim 1921
- Hat Jesus gelebt?. Lenz, Neustadt 1994, ISBN 3-9802799-6-0 (ma 1924)
- Einfuehrung in die Philosophie, 1922
- Psychologie des Unbewussten, 1924
- Die Leugnung der Geschichtlichkeit Jesu in Vergangenheit und Gegenwart. Braun, Karlsruhe 1926
- Deutsche Religion, 1934
- Philosophischer Briefwechsel mit Eduard von Hartmann 1888-1906, a cura di Rudi Mutter und Eckhart Pilick. Guhl, Rohrbach 1995, ISBN 3-930760-10-X

## Studi
- Conrad Gröbner: Christus lebte. Eine Kritik der "Christusmythe" Arthur Drews. Oberbadische VA, Konstanz 1923
- Johannes Leipoldt: Sterbende und auferstehende Götter. Ein Beitrag zum Streit um Arthur Drews' Christusmythe. Deichert, Leipzig 1923
- Albert Schweitzer: Geschichte der Leben-Jesu-Forschung. Mohr, Tübingen, Mohr 1984, ISBN 3-16-144626-7 (ma 1913)
- R. Schmidt: Die Philosophie der Gegenwart in Selbstdarstellungen 5 voll., Leipzig 1924